# 宮藤官九郎
宮藤 官九郎（くどう かんくろう、1970年〈昭和45年〉7月19日 - ）は、日本の脚本家、ラジオパーソナリティ、俳優、映画監督、演出家、作詞家、作曲家、放送作家、ミュージシャン、濡れ場評論家。劇団大人計画所属。愛称は「クドカン」「クン」。ロックバンド・グループ魂のギタリストとしての名義は暴動（ぼうどう）。パンクバンド画鋲のギタリスト。
宮城県栗原郡若柳町（現在の栗原市）出身。本名は宮藤 俊一郎（くどう しゅんいちろう）。身長176.5cm。妻は振付師の八反田リコ。

## 略歴
実家は文具店を経営。父は教員であり、校長を務めたこともある。年の離れた姉が2人いる。
幼少時から文才を発揮し朝日新聞主催の作文コンクールで2年連続の県予選入賞歴がある。
『ビートたけしのオールナイトニッポン』のヘビーリスナーであった。同番組で放送作家兼たけしのトークの相方役を務めた高田文夫に憧れ、高田が司会を務めた宮城ローカルのTV番組『マル金ギャハハ倶楽部』の素人参加コーナーにも出演している。
女ばかりの家庭に育ったため（父は単身赴任で不在）、バンカラな校風で知られた宮城県築館高等学校へ進学。高校へは詰襟に下駄という格好で通った。
高校卒業後は、高田の母校でもある日本大学芸術学部放送学科に進学するが18歳の頃に「土着的な人間関係の呪縛」から解かれた影響から突然スキンヘッドにしたり、小劇場にハマって大学を中退している。
1990年に松尾スズキが主宰する劇団「大人計画」に演出助手として所属。その後、バラエティ番組の構成作家としての活動も行う。大人計画の部分公演の作・演出を務めるようになり、1996年から自身の公演を「ウーマンリブ」と名づけている。
1994年、結婚。
1995年に宮藤、阿部サダヲ、村杉蝉之介の3名でグループ魂を結成。2005年には、「君にジュースを買ってあげる♥」で第56回NHK紅白歌合戦出場。
2000年に放送された『池袋ウエストゲートパーク』で脚本を担当。高視聴率を記録し出世作となった。続く、『木更津キャッツアイ』『タイガー&ドラゴン』の脚本を担当し、人気脚本家の一人となる。
2003年度第41回ゴールデン・アロー賞特別賞を受賞する。
2005年、しりあがり寿の漫画の映画化『真夜中の弥次さん喜多さん』で映画監督デビューを果たす。同年、第1子（長女）が誕生。
中学時代は河合その子と斉藤由貴のファンだった。2006年には、斉藤由貴を主演に起用した『吾輩は主婦である』で、はじめて昼ドラの脚本を手がけている。
2006年、アニメ映画『鉄コン筋クリート』に、声優として参加。舞台挨拶では「自分の声が嫌いである」と語った。
2006年11月に出版された枡野浩一の『ショートソング』に短歌を寄稿。
2013年上期の連続テレビ小説『あまちゃん』の脚本を担当し、第78回ザテレビジョンドラマアカデミー賞作品賞・脚本賞や2013年新語・流行語大賞のほか、複数の賞を受賞した。
2017年、テレビドラマ『ゆとりですがなにか』の脚本による成果が認められ、第67回芸術選奨文部科学大臣賞を受賞。スピンオフドラマ「山岸ですがなにか」においては、ネットドラマの脚本をはじめて手がけた。
2019年、NHK大河ドラマ『いだてん〜東京オリムピック噺〜』の脚本を担当。
2020年3月31日、新型コロナウイルスに感染したことを明らかにした。腎盂炎の治療を受けていたところ、同日に感染が判明したもので、症状について、発熱はしているものの、肺炎や風邪症状はないことを宮藤自身がコメントしていた。4月7日に退院。5月11日、パーソナリティーを務める『ACTION』（TBSラジオ）にリモート出演で復帰。6月1日、スタジオ復帰。

## ギタリストとして
「暴動」名義でのグループ魂のギタリスト、2018年ごろよりパンクバンド「画鋲」のギタリスト、ザ・たこさんの準ギタリスト（DH制）等、バンドの一員としての活動のほか、2016年の『ステキロックオペラ サンバイザー兄弟』や2021年の『愛が世界を救います（ただし屁が出ます）』等の舞台での演奏活動もある。
またPsychederhythmからは宮藤によるプロデュースのギター、Psychomasterが制作された
。このギターは宮藤が出演した「シーバスリーガル」のCMでも使用された。

## エピソード
ミステリー執筆中、犯人を簡単に見破られてしまって公園の噴水で頭を冷やしているのを妻に目撃されたり、街で見かけた変わった人を尾行して作品に生かすなどのエピソードを数多く持っている。
ナンバーガールやそのソングライターである向井秀徳の大ファンを公言しており、自身の作品の音楽を向井に依頼することもある。
執筆する作品には大人計画所属の劇団員（阿部サダヲ、池津祥子、猫背椿、荒川良々、平岩紙や皆川猿時など）を頻繁に起用。マネジメント契約のみの星野源、小松和重、少路勇介なども常連である。
『池袋ウエストゲートパーク』で長瀬智也と山下智久を起用して以降、ジャニーズ事務所所属のアイドルはクドカンドラマの常連となっており、岡田准一、櫻井翔、松岡昌宏、二宮和也、錦戸亮、重岡大毅、生田斗真らが出演している。
ドラマ作品のシナリオそのものは宮藤名義で販売を行なっているものの、一方で、自らのシナリオを宮藤名義のみ（代筆してくれる小説家がいてその人の名義があるならば可）でノベライズ化、小説化することは拒んでいる。理由は、自分のプロとしての責任はシナリオに関することのみであり、完成した作品に表われたキャストやスタッフによる表現に対しての評価が良くも悪くも宮藤のみの責任として受け止められるのは困るという宮藤の考えからである。

## 評価
笑福亭鶴瓶は2023年9月の宮藤をゲストに迎えた配信において「心豊かですよね。あんだけのものを書けて、これだけしゃべれるんですもん」と述べている。
大石静は宮藤と共同脚本を担当することになったNetflixのドラマ『離婚しようよ』のオファーが来たとき、「宮藤さんが大好きで作品もよく観てて、すごい才能だと思ってたから、比べられるのは怖いと思った」と、当初思ったが、自身の成長のために受けることにした。共同作業の中で「宮藤さんがノッている時はスゴい。天才とは、こういうもんなんだな、と」思ったという。
池松壮亮はDisney+のドラマ『季節のない街』の製作中、宮藤について「監督としても俳優としても素晴らしいのは僕が言うまでもありませんが、現場力、演出力も素晴らしかった」と述べている。

### 視聴率と評価
『ごめんね青春!』では日曜劇場において平均視聴率、最高視聴率共に歴代最低を記録し、『いだてん』ではNHK大河ドラマにおいて平均視聴率の歴代最低を記録するなど、その他の脚本作品においても視聴率で大きく低迷することがある。しかし、そういった作品においても宮藤の熱狂的なファンから寄せられる感想は概ね肯定的なものが多く、2021年に行われた、脚本ドラマの人気ランキングでは、『いだてん』は6位、『ごめんね青春!』は『あまちゃん』を抑えて1位となっている。
業界の評価においても『ごめんね青春!』はギャラクシー賞テレビ部門の2014年12月度月間賞を受賞しているほか、「ソーシャルテレビ・アワード 2015」では日経エンタテインメント！賞、脚本賞として「第83回ザテレビジョンドラマアカデミー賞」を受賞している。また『いだてん』は脚本が評価され伊丹十三賞を受賞しているほか、作品としては第44回エランドール賞のプロデューサー賞、2019年12月度ギャラクシー賞月間賞、「東京ドラマアウォード2020」のグランプリを受賞している。

## 受賞歴
- ザテレビジョンドラマアカデミー賞 脚本賞
  - 第25回（2000年、『池袋ウエストゲートパーク』）[54]
  - 第32回（2002年、『木更津キャッツアイ』）／監督賞（金子文紀、片山修と共に）[55]
  - 第37回（2003年、『ぼくの魔法使い』）[56]
  - 第39回（2003年、『マンハッタンラブストーリー』）[57]
  - 第45回（2005年、『タイガー&ドラゴン』）[58]
  - 第59回（2008年、『流星の絆』）[59]
  - 第66回（2010年、『うぬぼれ刑事』）[60]
  - 第78回（2013年、『あまちゃん』）[61]
  - 第83回（2014年、『ごめんね青春!』）[62]
  - 第89回（2016年、『ゆとりですがなにか』）[63]
  - 第95回（2017年、『監獄のお姫さま』）[64]
  - 第107回（2021年、『俺の家の話』）[65]
  - 第119回（2024年、『不適切にもほどがある!』）[66]
  - 第121回（2024年、『新宿野戦病院』）[67]
- 2001年度
  - 第53回読売文学賞 戯曲・シナリオ賞（『GO』）[68]
  - 第75回キネマ旬報ベスト・テン 脚本賞（『GO』）[69]
  - 第23回ヨコハマ映画祭
    - 日本映画個人賞
    - 脚本賞（『GO』）[70]

  - 第25回日本アカデミー賞 最優秀脚本賞（『GO』）[71]
- 2002年度
  - 第26回日本アカデミー賞 優秀脚本賞（『ピンポン』）[72]
  - 第53回（平成14年度）芸術選奨新人賞 放送部門（『木更津キャッツアイ』）[73]
- 2003年度
  - 第41回ゴールデン・アロー賞 特別賞
- 2005年度
  - 新藤兼人賞 金賞（『真夜中の弥次さん喜多さん』）
  - 第49回岸田國士戯曲賞（『鈍獣』）[74]
- 2007年度
  - 第31回日本アカデミー賞 優秀脚本賞（『舞妓Haaaan!!!』）[75][76]
- 2010年度
  - 第29回向田邦子賞（『うぬぼれ刑事』）[77]
- 2013年度
  - 東京ドラマアウォード2013 脚本賞（『あまちゃん』）[78][79]
  - ユーキャン新語・流行語大賞（「じぇじぇじぇ」）[80]
  - 第16回みうらじゅん賞
- 2016年度
  - 第4回コンフィデンスアワード・ドラマ賞 脚本賞（『ゆとりですがなにか』）[81]
  - 平成28年度（第67回）芸術選奨文部科学大臣賞（『ゆとりですがなにか』）[82][83]
- 2020年度
  - 第12回伊丹十三賞（『いだてん〜東京オリムピック噺〜』）[84][85]
- 2024年度
  - 東京ドラマアウォード2024 脚本賞（『不適切にもほどがある!』）[86]
  - 第33回橋田賞（『不適切にもほどがある!』『新宿野戦病院』）[87]

## 脚本作品

### 映画
| タイトル                              | 製作年 | 原作         | 備考                         |
| ------------------------------------- | ------ | ------------ | ---------------------------- |
| GO                                    | 2001   | 金城一紀     |                              |
| ピンポン                              | 2002   | 松本大洋     |                              |
| 木更津キャッツアイ 日本シリーズ       | 2003   |              | 木更津キャッツアイシリーズ 1 |
| アイデン&ティティ                     | 2003   | みうらじゅん |                              |
| ドラッグストア・ガール                | 2004   |              |                              |
| ゼブラーマン                          | 2004   |              | ゼブラーマンシリーズ 1       |
| 69 sixty nine                         | 2004   | 村上龍       |                              |
| 真夜中の弥次さん喜多さん              | 2005   | しりあがり寿 | 監督                         |
| 木更津キャッツアイ ワールドシリーズ   | 2006   |              | 木更津キャッツアイシリーズ 2 |
| 舞妓Haaaan!!!                         | 2007   |              |                              |
| 少年メリケンサック                    | 2009   |              |                              |
| カムイ外伝                            | 2009   | 白土三平     |                              |
| 鈍獣                                  | 2009   |              | 自身の舞台作品が原作         |
| なくもんか                            | 2009   |              |                              |
| ゼブラーマン -ゼブラシティの逆襲-     | 2010   |              | ゼブラーマンシリーズ 2       |
| 中学生円山                            | 2013   |              | 監督                         |
| 謝罪の王様                            | 2013   |              |                              |
| 土竜の唄 潜入捜査官REIJI              | 2014   | 高橋のぼる   | 土竜の唄 シリーズ 1          |
| TOO YOUNG TO DIE! 若くして死ぬ        | 2016   |              | 監督                         |
| 土竜の唄 香港狂騒曲                   | 2016   | 高橋のぼる   | 土竜の唄 シリーズ 2          |
| パンク侍、斬られて候                  | 2018   | 町田康       |                              |
| 土竜の唄 FINAL                        | 2021   |              | 土竜の唄 シリーズ 3          |
| 1秒先の彼                             | 2023   |              |                              |
| ゆとりですがなにか インターナショナル | 2023   |              |                              |
| サンセット・サンライズ                | 2025   |              |                              |

### テレビドラマ/Web・配信ドラマ/映像作品
| タイトル                                                   | 放送年 | 局                                          | 備考                                                |
| ---------------------------------------------------------- | ------ | ------------------------------------------- | --------------------------------------------------- |
| 演歌なアイツは夜ごと不条理な夢を見る                       | 1992   | 日本テレビ                                  | 第3・4話松尾スズキと共同脚本、最終話脚本助手        |
| コワイ童話「親ゆび姫」                                     | 1999   | TBS                                         |                                                     |
| 悪いオンナ「占っちゃうぞ」                                 | 2000   | TBS                                         |                                                     |
| 池袋ウエストゲートパーク                                   | 2000   | TBS                                         | 石田衣良原作                                        |
| ロケット・ボーイ                                           | 2001   | フジテレビ                                  |                                                     |
| 木更津キャッツアイ                                         | 2002   | TBS                                         |                                                     |
| 池袋ウエストゲートパーク スープの回                        | 2003   | TBS                                         |                                                     |
| ぼくの魔法使い                                             | 2003   | 日本テレビ                                  |                                                     |
| マンハッタンラブストーリー                                 | 2003   | TBS                                         |                                                     |
| タイガー&ドラゴン                                          | 2005   | TBS                                         | 第43回ギャラクシー賞大賞 受賞作品                   |
| 吾輩は主婦である                                           | 2006   | TBS                                         |                                                     |
| ガンジス河でバタフライ                                     | 2007   | メ〜テレ                                    | たかのてるこ原作                                    |
| 未来講師めぐる                                             | 2008   | テレビ朝日                                  |                                                     |
| 流星の絆                                                   | 2008   | TBS                                         | 東野圭吾原作                                        |
| うぬぼれ刑事                                               | 2010   | TBS                                         |                                                     |
| 11人もいる!                                                | 2011   | テレビ朝日                                  |                                                     |
| あまちゃん                                                 | 2013   | NHK                                         | 連続テレビ小説                                      |
| ごめんね青春!                                              | 2014   | TBS                                         |                                                     |
| ゆとりですがなにか                                         | 2016   | 日本テレビ                                  |                                                     |
| 監獄のお姫さま                                             | 2017   | TBS                                         |                                                     |
| 山岸ですがなにか                                           | 2017   | Hulu                                        |                                                     |
| 遠藤憲一と宮藤官九郎の勉強させていただきます               | 2018   | WOWOW                                       |                                                     |
| いだてん〜東京オリムピック噺〜                             | 2019   | NHK                                         | 大河ドラマ                                          |
| JOKE〜2022パニック配信!                                    | 2020   | NHK                                         |                                                     |
| ワタシたちはガイジンじゃない!日系ブラジル人 笑いと涙の30年 | 2020   | NHK BS1                                     | BS1スペシャル イッセー尾形による一人芝居            |
| 俺の家の話                                                 | 2021   | TBS                                         |                                                     |
| いちげき                                                   | 2023   | NHK                                         |                                                     |
| 離婚しようよ                                               | 2023   | Netflix                                     | 大石静と共同脚本                                    |
| 季節のない街                                               | 2023   | Disney+（製作著作・テレビ東京）             | 企画・監督 山本周五郎原作                           |
| 不適切にもほどがある!                                      | 2024   | TBS                                         |                                                     |
| 新宿野戦病院                                               | 2024   | フジテレビ                                  |                                                     |
| 終りに見た街                                               | 2024   | テレビ朝日                                  | 山田太一原作、テレビ朝日開局65周年記念作            |
| 笑ゥせぇるすまん                                           | 2025   | Amazon Prime Video（制作・テレビ東京、FCC） | 藤子不二雄Ⓐ原作、マギー、細川徹、岩崎う大と共同脚本 |

### 舞台
- ウーマンリブシリーズ（作・演出）
  - vol.1 ナオミの夢（1996年）
  - vol.2 ずぶぬれの女（1997年）
  - vol.3 ニッキー・イズ・セックスハンター（1998年）
  - vol.4 ウーマンリブ発射!（1999年）
  - vol.5 グレープフルーツちょうだい（2000年）
  - vol.6 キラークイーン666（2001年）
  - vol.7 熊沢パンキース03（2003年）
  - vol.8 轟天VS港カヲル〜ドラゴンロック!女たちよ、俺を愛してきれいになあれ（2004年）
  - vol.9 七人の恋人（2005年）
  - vol.10 ウーマンリブ先生（2006年）
  - vol.11 七人は僕の恋人（2008年）
  - vol.12 SAD SONG FOR UGLY DAUGHTER（2011年）
  - vol.13 七年ぶりの恋人（2015年）
  - vol.14 もうがまんできない（2020年）
  - vol.15 もうがまんできない（2023年）[94]
  - vol.16 主婦 米田時江の免疫力がアップするコント6本（2024年）[95]
- 大人計画本公演（作・演出）
  - 春子ブックセンター（2002年）
  - ドブの輝き（2007年）より『涙事件』 ※三作品のうちの一つを担当
- 外部公演（戯曲のみ）
  - 鈍獣（2004年） - 第49回岸田國士戯曲賞 受賞作品
  - メタルマクベス（2006年） - 劇団新感線へ提供 原作はウィリアム・シェイクスピア
  - 蜉蝣峠（2009年） - 劇団新感線へ提供
  - 大パルコ人「メカロックオペラ『R2C2』〜サイボーグなのでバンド辞めます!〜」（2009年） - パルコプロデュース公演 演出も担当
  - 歌謡バラエティーショー『あべ一座』（2009年） - NHK 構成・演出を担当
  - 印獣（2009年） - パルコプロデュース・「ねずみの三銃士」第二回公演
  - 大パルコ人(2) バカロックオペラバカ 『高校中パニック! 小激突!!』（2013年） - 作・演出も担当
  - 万獣こわい（2014年） - パルコプロデュース・「ねずみの三銃士」第三回公演
  - Vamp Bamboo Burn～ヴァン！バン！バーン！～（2016年） - 劇団新感線へ提供
  - 大パルコ人(3)『ステキロックオペラ サンバイザー兄弟』（2016年） - 演出も担当[96]
  - 『メタルマクベス』disc1・disc2・disc3（2018年/再演） - 劇団新感線へ提供
  - ロミオとジュリエット（2018年） - 脚色・演出を担当、原作はウィリアム・シェイクスピア
  - 大パルコ人(4)マジロックオペラ『愛が世界を救います（ただし屁が出ます）』（2021年） - 作・演出[97]
  - 大パルコ人(5)オカタイロックオペラ『雨の傍聴席、おんなは裸足…』（2025年） - 作・演出・出演[98]

### 歌舞伎
- 大江戸りびんぐでっど（2009年） - 作・演出も担当。2010年にシネマ歌舞伎上映
- 天日坊（2012年、河竹黙阿弥原作「五十三次天日坊」）
- 地球投五郎宇宙荒事（ちきゅうなげごろううちゅうのあらごと）（2015年）
- 唐茄子屋～不思議国之若旦那～（2022年）[99]

## 監督作品

### 映画
- ティンポン（2002年） - 『ピンポン』DVD映像特典として制作された短編映画
- 木更津キャッツアイ 日本シリーズ（2003年） - 部分[注釈 2]演出
- 真夜中の弥次さん喜多さん（2005年） - 長編劇場映画デビュー作。
- 少年メリケンサック（2009年）
- 中学生円山（2013年）
- TOO YOUNG TO DIE! 若くして死ぬ（2016年）

### テレビドラマ
- 木更津キャッツアイ 第7話（2002年） - 映像作品監督デビュー作
- うぬぼれ刑事 第1話・第2話・最終話（2010年） - チーフ演出

### Web・配信ドラマ
- 季節のない街 第1話・第2話・第4話・第5話・最終話（2023年）

## 出演作品

### オリジナルビデオ
- 痴漢白書2（1995年11月10日）

### 映画（出演）
- 愛の新世界（1994年）- ひでお（男性劇団員たち）役
- キッズ・リターン（1996年7月）- マサルにかつあげされる高校生たち 役
- CROSS（2001年12月）
- 日雇い刑事（2002年4月）
- ロックンロールミシン（2002年）
- 13階段（2003年2月）- 樹原亮 役
- 福耳（2003年9月） - 主演・里中高志 役※映画初主演作品
- 世界の中心で、愛をさけぶ（2004年5月）- 大木龍之介 役
- この胸いっぱいの愛を（2005年）- 臼井光男 役
- 嫌われ松子の一生（2006年）- 八女川徹也 役
- 鉄コン筋クリート（2006年）- 沢田 役（声優）
- 大帝の剣（2007年）- 佐助 役
- クワイエットルームにようこそ（2007年）- 焼畑鉄雄 役
- 魍魎の匣（2007年）
- インスタント沼（2009年）- 刑事・椹木 役
- 色即ぜねれいしょん（2009年）- 恭子の父 役
- ゲゲゲの女房（2010年）- 主演・武良茂 役（吹石一恵とのダブル主演）
- 忌野清志郎 ナニワ・サリバン・ショー〜感度サイコー!!!〜（2011年）
- 大奥〜永遠〜［右衛門佐・綱吉篇］（2012年） - 鷹司信平 役
- バクマン。（2015年） - 川口たろう役[100]
- ガメラ生誕50周年記念映像『GAMERA』（2015年）[101]
- ぼくのおじさん（2016年） - 春山定男 役
- 幼な子われらに生まれ（2017年） - 沢田 役
- いちごの唄（2019年） - カメオ出演[102]
- おらおらでひとりいぐも（2020年）- 寂しさ3 役
- 映画 イチケイのカラス（2023年） - 小早川輝夫 役[103]
- 渇水（2023年） - 伏見 役[104]
- こんにちは、母さん（2023年）- 木部富幸 役
- 海辺へ行く道（2025年公開予定）[105]
- 時には懺悔を（2026年公開予定） - 明野 役[106][107]

### テレビ
- デカメロン（1997年、TBS） - 構成
- さるしばい（1998年、フジテレビ） - 構成
- ロクタロー（1998年 - 1999年、フジテレビ） - 構成
- 笑う子犬の生活（フジテレビ） - 構成
- 笑う犬の冒険・発見・情熱・太陽（フジテレビ） - 構成・出演（出演は、太陽から）
- TV's HIGH（フジテレビ） - 構成・出演
- ワンナイR&R（フジテレビ） - ワンナイTHURSDAY時代から2003年7月まで構成を担当。2006年1月には、出演者として番組に登場した。
- 感じるジャッカル（2001年 - 2002年、フジテレビ） - 構成
- いま何待ち?（フジテレビ） - 脚本・出演
- 氣志團（2003年、フジテレビ） - 脚本
- ロバートホール水（フジテレビ） - 構成（代表作「四MEN楚歌」等）
- リチャードホール（フジテレビ） - 構成
- 探偵!ナイトスクープ（朝日放送） - 顧問として出演
- ホレゆけ!スタア☆大作戦 〜まりもみ危機一髪!〜（2007年、読売テレビほか）
- 「ガンジス河でバタフライ」ができるまで〜宮藤官九郎 史上最悪のインド・シナハン旅〜（2007年、メ〜テレ）
- 少年メリケンサックを探せ!（テレビ東京） - 構成・出演
- シロウト名鑑（2011年1月14日 - 9月23日、テレビ東京） - 構成・出演
- おやすみ日本 眠いいね!（2012年 - 、NHK総合） - 進行役
- 第64回NHK紅白歌合戦（2013年12月31日、NHK総合・ラジオ第1） - ゲスト審査員
- Dear 忌野清志郎 (2023年9月16日、NHK BSプレミアム) [108]
- かのサンド（2025年6月1日 - 29日、フジテレビ） - 6月マンスリーナレーター[109]

### テレビドラマ（出演）
- ヘルプ!（1995年、フジテレビ）
- 噂の探偵QAZ（1995年、日本テレビ）
- おいしい関係（1996年、フジテレビ）
- ギフト 最終話（1997年、フジテレビ）- 雄二 役
- 踊る大捜査線 秋の犯罪撲滅スペシャル（1998年、フジテレビ） - 柏田郁夫 役
- 走れ公務員! 第7話（1998年、フジテレビ）
- 金翅雀の群れ リストラが人の心をむしばんでいく（1999年、NHK教育テレビ）
- シネマカクテル（1999年、関西テレビ）
- 世にも奇妙な物語
  - 秋の特別編「モザイク」（1999年）- 高橋浩二 役
  - 秋の特別編「ママ新発売!」（2001年）- テル 役
- ABC…XYZ（1999年、フジテレビ）
- 悪いオンナ「占っちゃうぞ」（2000年、TBS）
- 二千年の恋 第1話・第2話・最終話（フジテレビ）
- 池袋ウエストゲートパーク 最終話（士<サムライ>の回） タイトルバック（2000年、TBS） - サムライ 役
- マッチポイント! 〜女が勝負をかける時〜（2000年、NHK総合）
- 恋は余計なお世話（2001年、フジテレビ） - 松尾スズキ脚本
- コウノトリなぜ紅い（2001年、NHK BShi）
- 夢のカリフォルニア（2002年、TBSテレビ） - 山崎始 役
- 蝉しぐれ（2003年、NHK総合） - 島崎与之助 役
- ドラマW ご近所探偵TOMOE（2003年3月29日、WOWOW） - 石丸勝雄 役
- こちら葛飾区亀有公園前派出所 第3話（2009年8月15日、TBS） - 日暮熟睡男 役
- Wの悲劇（2010年、TBS） - 平野健治 役
- 極悪がんぼ（2014年、フジテレビ） - 豊臣嫌太郎 役
- BORDER 警視庁捜査一課殺人犯捜査第4係 第5話（2014年、テレビ朝日） - 岡部義剛 役
- カルテット（2017年、TBS） - 巻幹生 役
- コートダジュールN°10 第8話「スナック蟻ヶ崎」（2017年12月12日、WOWOW×Hulu 共同製作） - イナゲちゃん 役[110]
- コールドケース2 〜真実の扉〜  第2話（2018年、WOWOW） - 藤原寛治 役
- 満島ひかり×江戸川乱歩（2018年、NHK BSプレミアム） - 「お勢登場」格太郎 役
- いだてん〜東京オリムピック噺〜 最終回（2019年12月15日、NHK総合 大河ドラマ） - 新タクシー運転手 役
- コタキ兄弟と四苦八苦（2020年、テレビ東京）- ムラタ 役
- ゆりあ先生の赤い糸 第6話（2023年11月23日、テレビ朝日） - 伴博 役[111]

### Web・配信ドラマ
- すべて忘れてしまうから（2022年9月14日 - 11月16日、Disney+） - フクオ 役[112][注釈 3]

### ラジオ
- キック・ザ・カンクロー（2003年10月 - 2007年3月、TBSラジオ）
- カンクロード☆ヴァンダム（2007年4月 - 2008年9月、TOKYO FM）
- 宮藤官九郎のナイタースペシャル（2013年5月21日、ニッポン放送）
- 宮藤官九郎の"俺のmyミュージック"（2013年7月21日 - 2013年9月20日、NHK-FM - 病気療養のため『ラディカルアワー』を降板した星野源の後任）
- 宮藤官九郎のオールナイトニッポンGOLD（2013年10月10日 - 2019年3月、ニッポン放送）
- ACTION（2019年4月1日 - 2020年9月21日、TBSラジオ）月曜パーソナリティ
- 宮藤さんに言ってもしょうがないんですけど（2020年10月2日 - 、TBSラジオ）

### CM
- シノブフーズ「おにぎりQ」
- 石川銀行
- リコー「イプシオ」
- ぴあ
- 任天堂「ゲームボーイミクロ」
- 大塚製薬「ネイチャーメイド」
- サッポロビール「サッポロ雫〈生〉」
- キリンビール「キリン 杏露酒 ひんやりあんず」（2016年）[113]
- 明治安田生命（2017年 - ）[114]
- ペルノ・リカール・ジャパン「シーバスリーガル」（2019年）[115]
- アサヒ飲料「WONDA」（2019年）

## 音楽活動
バンドグループ魂に、ギタリスト「暴動」として参加し、全作詞、一部作曲、コント構成などを手がけている。
- 第56回NHK紅白歌合戦（2005年12月31日、NHK） - 「グループ魂」の“暴動”（ギター）として（阿部サダヲ・三宅弘城と組んで）[116]

その他、以下のような外部アーティストに詞を提供している。
- TOKIO「ラブラブ♥マンハッタン」（グループ魂として、セルフカバーも）
- SMAP「BANG! BANG! バカンス!」
- 関ジャニ∞「言ったじゃないか」
- 高見沢俊彦「騒音おばさんVS高音おじさん」
- ゼブラクイーン「ゼブラクイーンのテーマ」
- 『みいつけた!』のリトミックコーナー内楽曲「なんかいっすー」「すわるぞう」「おっす！イスのおうえんだん」など。

## 著書

### 小説
- きみは白鳥の死体を踏んだことがあるか（下駄で）（2009年10月 太田出版／2013年11月 文春文庫）

### エッセイ
- 私のワインは体から出て来るの（2003年8月 学研プラス）
- 妄想中学ただいま放課後（2003年8月 太田出版）
- 宮藤官九郎のビガーパンツはもう穿かない！（2003年12月 集英社）
- おぬしの体からワインが出て来るのが良かろう（2004年3月 学研プラス）
- くど監日記 真夜中の弥次さん喜多さん（2005年4月 角川書店）
- ボクはワインが飲めない（2008年3月 角川文庫）- 『私のワインは体から出て来るの』『おぬしの体からワインが出て来るのが良かろう』を合本し改題
- 俺だって子供だ！（2008年10月 文藝春秋／2011年3月 文春文庫）
- いまなんつった？（2010年11月 文藝春秋／2013年5月 文春文庫）
- え、なんでまた？（2013年3月 文藝春秋／2015年9月 文春文庫）
- 宮藤官九郎最強説 オールナイトニッポン始めました（2016年3月 宝島社）
- ん!?（2018年12月 文藝春秋）

### シナリオ
- 木更津キャッツアイ（2002年4月 角川書店／2003年9月 角川文庫）
- ピンポン・シナリオブック（2002年9月 小学館）
- 宮藤官九郎脚本 池袋ウエストゲートパーク（2003年1月 角川書店／2005年3月 角川文庫）
- 親ゆび姫×占っちゃうぞ 宮藤官九郎シナリオ集（2003年2月 角川書店）
- GO 宮藤官九郎脚本（2003年5月 角川書店）
- ぼくの魔法使い（2003年7月 角川書店）
- 木更津キャッツアイ 日本シリーズ（2003年11月 角川書店／2006年9月 角川文庫）
- マンハッタンラブストーリー（2003年12月 角川書店）
- ゼブラーマン（2004年2月 角川書店）
- ドラッグストア・ガール シナリオブック（2004年2月 角川書店）
- タイガー＆ドラゴン（2005年3月 - 6月 角川書店 全2巻／2007年12月 角川文庫 全2巻）
- 鈍獣（2005年6月 パルコエンタテインメント事務局）
- 春子ブックセンター（2005年10月 白水社）
- 七人の恋人（2006年4月 角川書店）
- ロケット★ボーイ（2006年5月 角川文庫）
- 我輩は主婦である（2006年6月 - 7月 角川書店 全2巻）
- 木更津キャッツアイ ワールドシリーズ（2006年10月 角川書店／2009年1月 角川文庫）
- 舞妓Haaaan!!!!（2007年6月 角川書店）
- 未来講師めぐる（2008年3月 角川書店）
- 少年メリケンサック アンソロジー（2009年2月 角川書店）
- うぬぼれ刑事（2010年9月 角川書店）
- NHK連続テレビ小説 あまちゃん 完全シナリオブック（2013年12月 KADOKAWA 全2巻）
- 日曜劇場 ごめんね青春！（2014年12月 KADOKAWA）
- ゆとりですがなにか（2016年8月 KADOKAWA）
- 火曜ドラマ 監獄のお姫さま（2017年12月 KADOKAWA）
- NHK大河ドラマ いだてん 完全シナリオ集（2019年9月 - 12月 文藝春秋 全2巻）

### 共著・対談・鼎談
- 河原官九郎（2001年7月 演劇ぶっく社／2005年1月 角川文庫） - 共著：河原雅彦
- やぁ工藤くん、工藤くんじゃないか！（2006年1月 主婦と生活社） - 共著：港カヲル
- 宮藤官九郎の小部屋（2007年5月 角川書店）- 筆名：宮藤官九郎と母
- 自由になる技術 80歳詩人のことばを聞く（2012年3月 扶桑社） - 共著：谷川俊太郎、箭内道彦
- どうして人はキスをしたくなるんだろう？（2013年9月 集英社／2016年7月 集英社文庫） - 共著：みうらじゅん
- 宮藤官九郎×葉加瀬太郎 SWITCHインタビュー 達人達（2014年4月 ぴあ） - 共著：葉加瀬太郎
- みうらじゅんと宮藤官九郎の世界全体会議（2016年7月 集英社） - 共著：みうらじゅん

### 絵本
- WASIMO（2013年1月 - 2015年3月 小学館 全2巻）- 絵：安斎肇

### 漫画原作
- ゼブラーマン（2004年 - 2005年 ビッグコミックス 全5巻） - 作画：山田玲司
- ゼブラーマン2 ゼブラシティの逆襲（2010年 ビッグコミックス 全1巻） - 作画：山田玲司

## 連載
- 週刊文春 - 「いまなんつった?」※2020年現在も連載中。
- TV LIFE（学研プラス）
- 週刊プレイボーイ - 「ビガーパンツはもう穿かない 〜スッポン官太くんの14歳で美女対談〜」（2005年6月で終了）